# ديبي ديب
ديبي ديب (بالإنجليزية: Debbie Deb)‏ هي مغنية أمريكية، ولدت في 10 مارس 1966 في نيويورك في الولايات المتحدة.

## وصلات خارجية
- الموقع الرسمي
- ديبي ديب على موقع ميوزك برينز (الإنجليزية)
- ديبي ديب على موقع أول ميوزيك (الإنجليزية)
- ديبي ديب على موقع ديسكوغز (الإنجليزية)